# Linh Dan Pham
Linh Dan Pham (wiet. Phạm Linh Đan; ur. 1973 w Sajgonie) – francuska aktorka wietnamskiego pochodzenia.
Pobierała nauki w Lee Strasberg Theatre and Film Institute w Nowym Jorku.
Debiutowała rolą w filmie Indochiny w 1992 roku u boku Catherine Deneuve. Film został nagrodzony Oscarem. Sama Pham została nagrodzona Cezarem dla najbardziej obiecującej aktorki.
W 2006 roku powtórzyła swój sukces zdobywając tę samą nagrodę za udział w filmie W rytmie serca.
Obecnie Pham prowadzi program Trung Tam Asia w wietnamskiej telewizji.